# Andlersdorf
Andlersdorf är en ort och kommun  i Österrike. Den ligger i distriktet Gänserndorf i förbundslandet Niederösterreich, 23 kilometer öster om huvudstaden Wien. 